# Барнс-Лейк-Міллерс-Лейк (Мічиган)
Барнс-Лейк-Міллерс-Лейк (англ. Barnes Lake-Millers Lake) — переписна місцевість (CDP) в США, в окрузі Лапір штату Мічиган. Населення — 1093 особи (2010).

## Географія
Барнс-Лейк-Міллерс-Лейк розташований за координатами 43°10′40″ пн. ш. 83°18′48″ зх. д. / 43.17778° пн. ш. 83.31333° зх. д. (43.177743, -83.313340).  За даними Бюро перепису населення США в 2010 році переписна місцевість мала площу 8,95 км², з яких 7,92 км² — суходіл та 1,04 км² — водойми.

## Демографія
Згідно з переписом 2010 року, у переписній місцевості мешкали 1093 особи в 458 домогосподарствах у складі 327 родин. Густота населення становила 122 особи/км².  Було 658 помешкань (73/км²).
Расовий склад населення:
| - 97,9 % — білих - 0,5 % — корінних американців - 0,3 % — азіатів - 0,1 % — чорних або афроамериканців |

До двох чи більше рас належало 1,1 %. Частка іспаномовних становила 2,6 % від усіх жителів.
За віковим діапазоном населення розподілялося таким чином: 20,4 % — особи молодші 18 років, 63,8 % — особи у віці 18—64 років, 15,8 % — особи у віці 65 років та старші. Медіана віку мешканця становила 45,2 року. На 100 осіб жіночої статі у переписній місцевості припадало 106,2 чоловіків;  на 100 жінок у віці від 18 років та старших — 98,2 чоловіків також старших 18 років.
Середній дохід на одне домашнє господарство  становив 50 102 долари США (медіана — 42 763), а середній дохід на одну сім'ю — 59 192 долари (медіана — 55 530). За межею бідності перебувало 14,8 % осіб, у тому числі 24,9 % дітей у віці до 18 років та 0,0 % осіб у віці 65 років та старших.
Цивільне працевлаштоване населення становило 221 осіб. Основні галузі зайнятості: освіта, охорона здоров'я та соціальна допомога — 38,9 %, роздрібна торгівля — 24,0 %, виробництво — 21,7 %.